# Ingansaaret
Ingansaaret är en ö i Finland. Den ligger i sjön Maavesi och i kommunen Pieksämäki i den ekonomiska regionen  Pieksämäki ekonomiska region  och landskapet Södra Savolax, i den södra delen av landet, 260 km nordost om huvudstaden Helsingfors. Öns area är 1,5 hektar och dess största längd är 230 meter i nord-sydlig riktning.  Notera att namnet antyder att det är fråga om flera öar.